# Kurzweil Music Systems
Pour les articles homonymes, voir Kurzweil.
Kurzweil Music Systems (souvent abrégé Kurzweil) est une société fondée dans les années 1970 par Raymond Kurzweil. Kurzweil fabrique des synthétiseurs, des pianos numériques de salon, des effets de studio d'enregistrement (KSP-8, Rumour et Mangler).
Kurzweil Music Systems a été racheté en 1990 par Young Chang, un important facteur de pianos coréen.

## La série des K

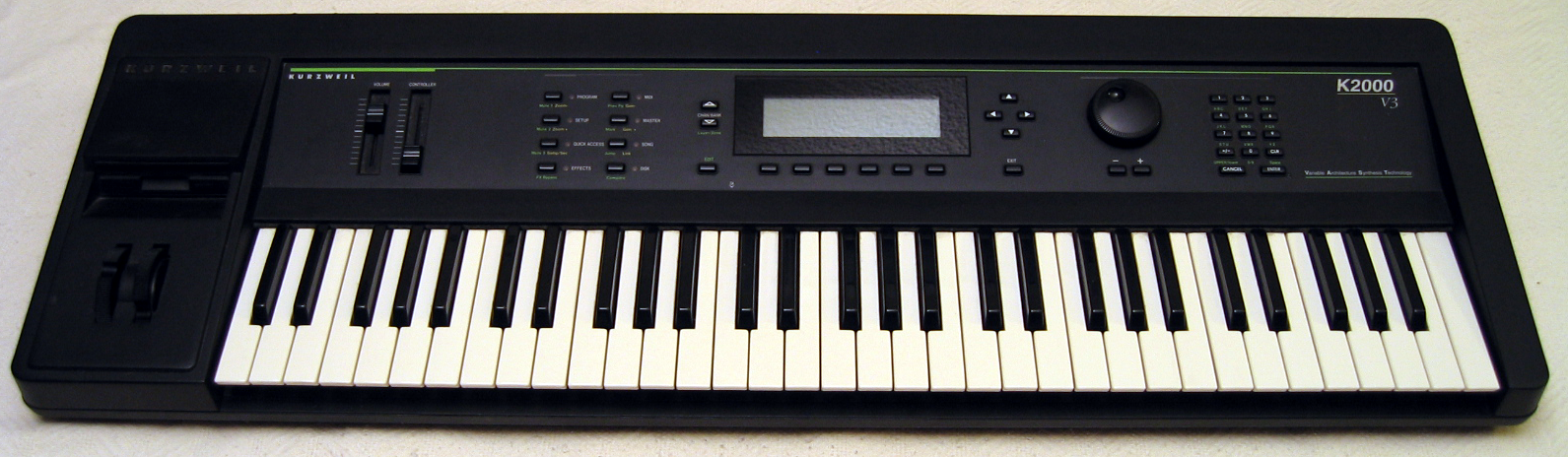
Kurzweil K2000.

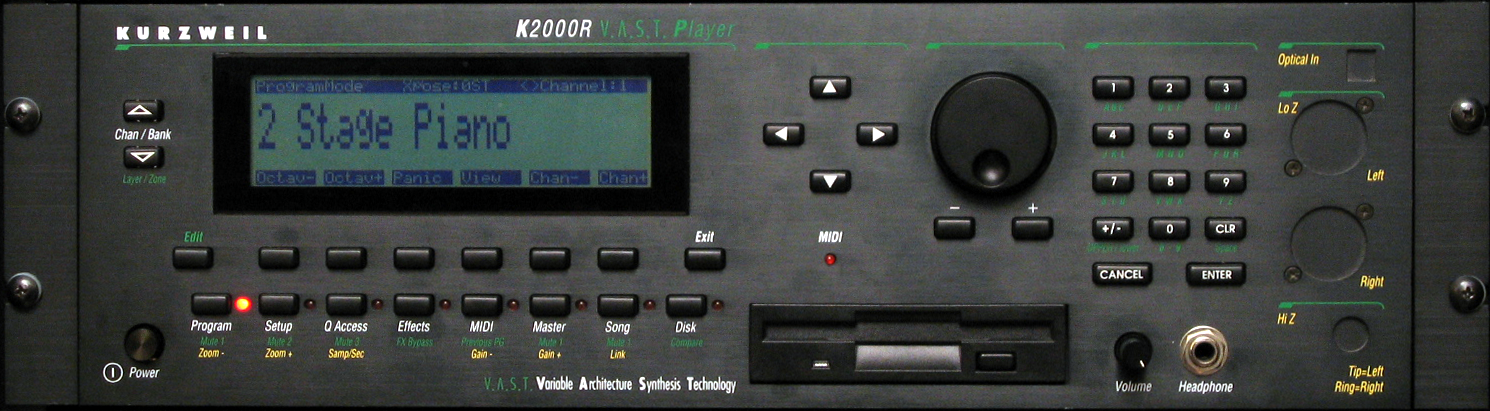
Version rack du K2000.

Kurzweil a créé en 1983 le K-250, le premier synthétiseur fondé sur les banques de son en ROM d'un échantillonneur plutôt que sur des formes d'ondes. Ce synthétiseur fut suivi par le K1000, qui y ajoutait une banque de sons très fournie et un clavier.
En 1991, Kurzweil a lancé le K2000, l'un des synthétiseurs les plus avancés à l'époque. Basé sur une technologie de synthèse propriétaire (appelée VAST, pour Variable Architecture Synthesis Technology), il permet, comme le K-250, de moduler librement, à la manière d'un synthétiseur analogique, des sons ou échantillons provenant en fait d'un échantillonneur, voire de moduler en direct des sons échantillonnés par l'appareil (via l'option samplig) ou encore de les importer via la prise SCSI.
Ce synthétiseur a, depuis, fait l'objet de diverses déclinaisons :
- K2500 en 1994 : K2000 avec 48 oscillateurs de polyphonie, clavier décliné en 76 ou 88 notes, option P-RAM pour la mémoire program, séquenceur 16 pistes, option KDFX, 8 sorties séparées ;
- K2500R (version rack du K2500) ;
- K2600 : K2500 avec KDFX installé, option P-RAM, emplacements ROM pour cartes additionnelles (Orchestral, Comtemporary, Stéréo Dynamic Piano, Vintage Electric Piano, General Midi) ;
- K2600R (version rack du K2600) ;
- K2661 version 61 touches du K2600 avec de série carte sampling, sortie ADAT, port Smartmedia.

Le K2000 fut, et est encore, énormément utilisé par les compositeurs de musiques de films pour ses qualités sonores en matière d'orchestres ou de textures. Il fut notamment utilisé par les studios Disney.

## Les claviers actuels
En 2011, la gamme Kurzweil est centrée sur les modèles PC3 et SP4, ces synthétiseurs ont la particularité d'utiliser des puces développées et fabriquées directement par la marque. Cette méthode est plus coûteuse que le sous traitement mais permet d'offrir un produit vraiment homogène sur le plan de la qualité. L'accent est toujours mis sur le réalisme des sons, qu'il s'agisse de piano, de claviers vintages ou d'instruments d'orchestre.
En parallèle, Kurzweil produit également des pianos numériques. On trouve dans cette gamme différents modèles dont certains sont disponibles en piano droit ou piano à queue (le X-PRO par exemple). Ces instruments luxueux bénéficient du même soin que les claviers compacts de la marque, mais avec une amplification intégrée ainsi qu'un toucher lourd à marteaux. En 2013, le piano numérique Artis voit le jour. Il s'agit d'un instrument conçu pour être puissant mais simple d'utilisation, avec un accès direct à la plupart des fonctionnalités, idéal pour accompagner les artistes sur scène.

## Les utilisateurs

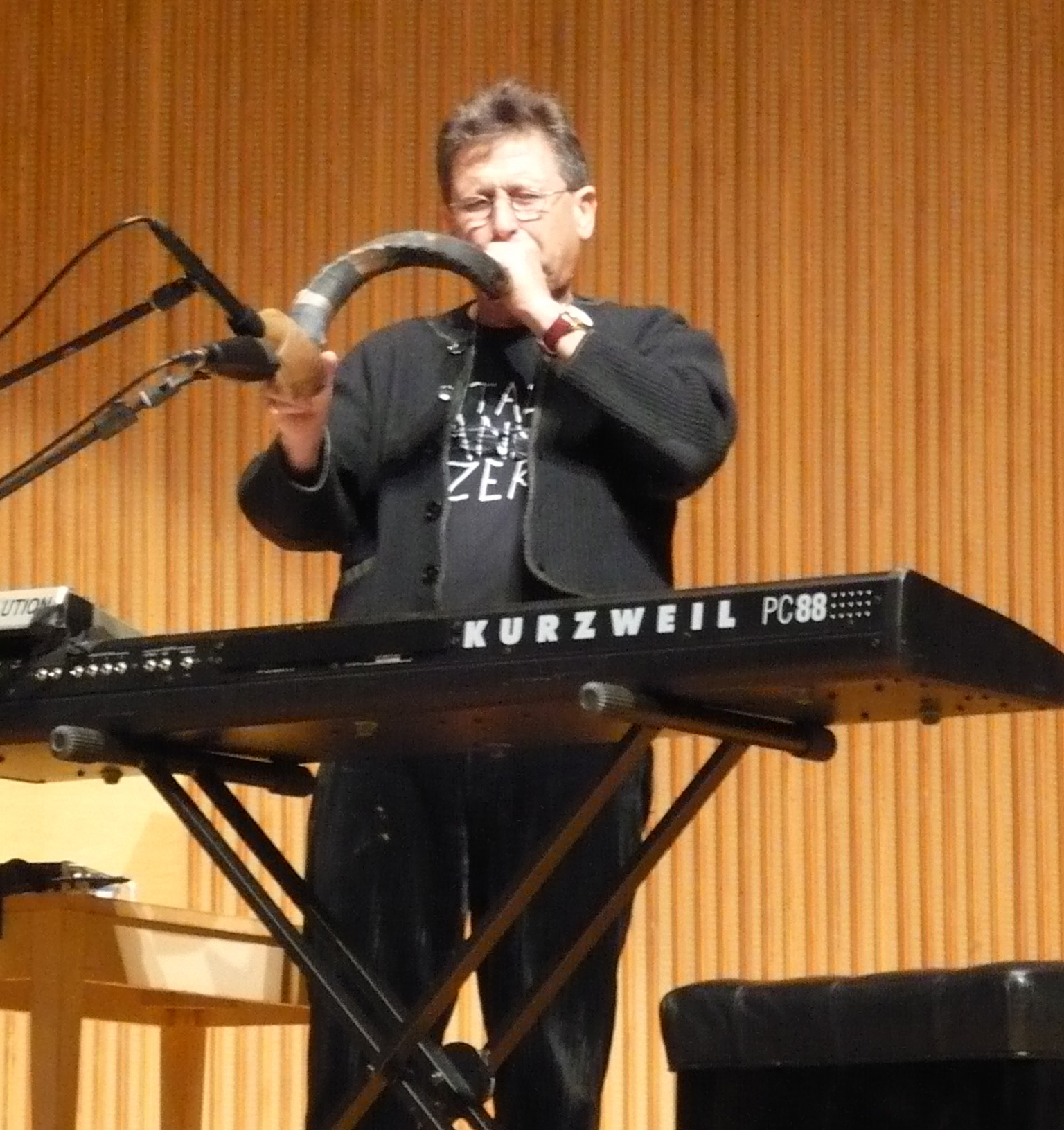
Le compositeur américain Alvin Curran avec un Kutzweil PC88.

Les synthétiseurs Kurzweil sont notamment utilisés par :
- Stevie Wonder (qui fut partiellement à l'origine du K-250) ;
- Richard Wright (Il utilisait notamment un K2600 sur les derniers albums de Pink Floyd ainsi que sur les tournées de David Gilmour) ;
- Nine Inch Nails (dont un nombre important de K-2000 fut détruit sur scène pour les besoins de la prestation du groupe lors du Fragility tour) ;
- Jean-Michel Jarre[4] ;
- Mike Garson[5] ;
- Maurice Gibb des Bee Gees pendant la tournée One Night Only ;
- Jordan Rudess ;
- Amanda Palmer des Dresden Dolls utilise exclusivement des claviers Kurzweil sur ses tournées[6] ;
- Tristan Décamps du groupe de rock français Ange utilise un modèle K2600 depuis de nombreuses années.